# Phyto brevipila
Phyto brevipila is een vliegensoort uit de familie van de afvalviegen (Heleomyzidae). De wetenschappelijke naam van de soort is voor het eerst geldig gepubliceerd in 1961 door Herting.